# 坪井航三

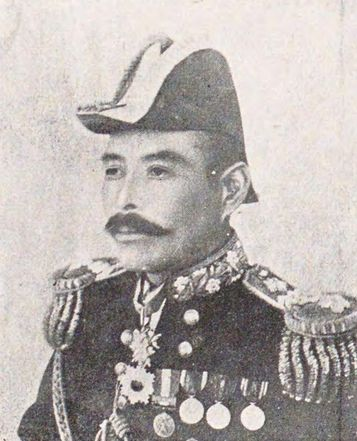
坪井航三

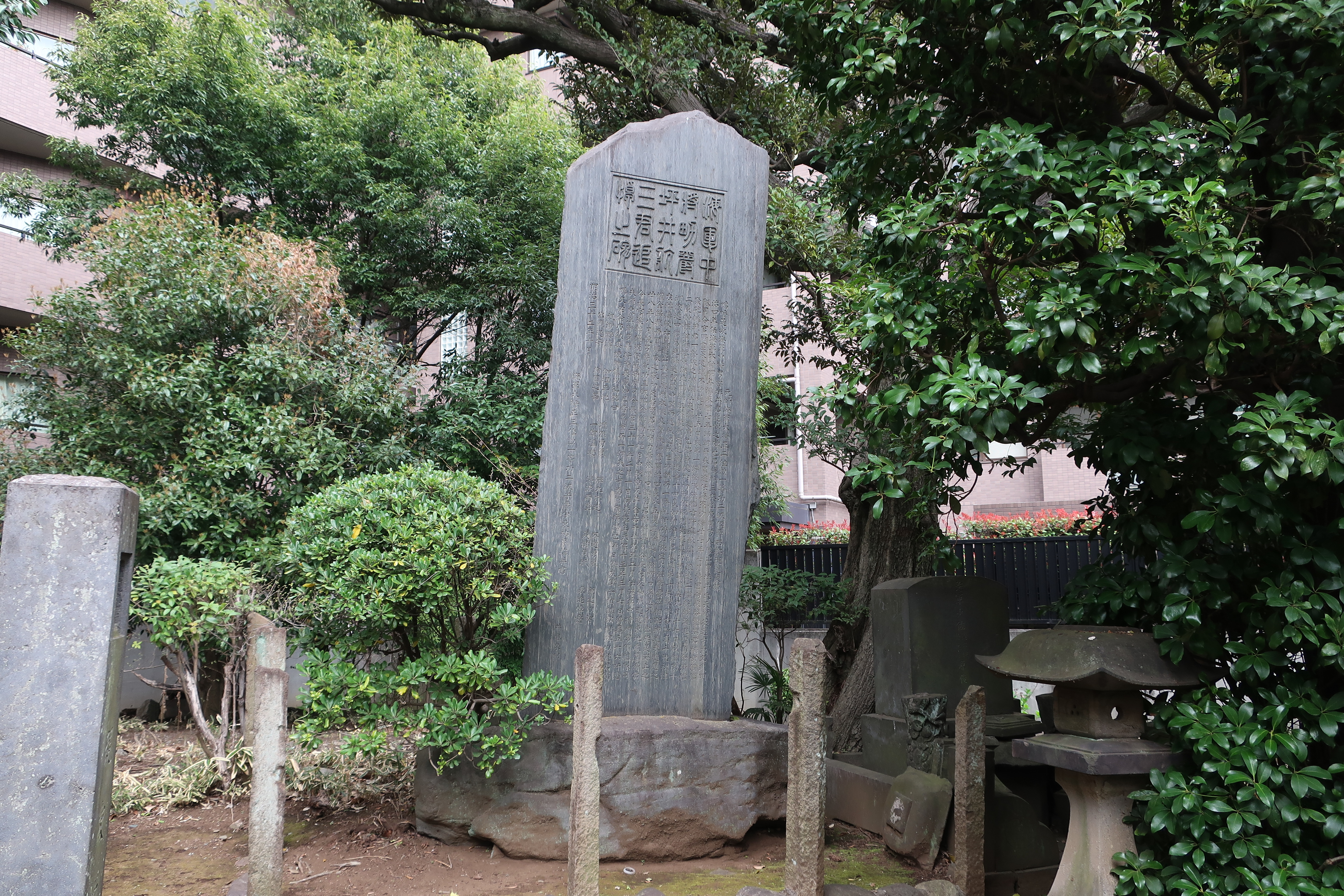
坪井航三の石碑　瑞聖寺（東京都港区）

坪井 航三（つぼい こうぞう、天保14年3月7日（1843年4月6日） - 明治31年（1898年）2月1日）は、日本の海軍軍人。元長州藩士。日本海軍での最終階級は海軍中将。勲等は従三位勲二等功三級、男爵。幼名・信次郎。航三の他に則光の名も使用していた。

## 経歴
1843年4月6日、周防国三田尻（現・山口県防府市）に長州藩医・原顕道の二男として生まれる。
1863年、長州藩の遊撃隊に入り、戊辰戦争に参加。その後、海軍の道を進むが、1864年の四国連合艦隊による下関砲台攻撃を機に海軍修行を志したとする意見もある。
1869年、坪井信友（二世信道）の養子になることを藩主に命じられ、坪井姓を名乗る。坪井家は坪井信道が1838年に長州藩士の侍医になった時から長州藩との関係がある家柄である。
1871年6月10日、海軍大尉に就任。同日「甲鉄艦」副長に就任したが、13日に免じられ、海軍修行を申付けられる。3日間の副長人事は坪井がコロラド号で訓練を積む際に士官扱いされるように兵部省が計らったとする意見もある。
1871年（明治4年）9月、横浜でアメリカ海軍所属アジア艦隊（司令長官ジョン・ロジャーズ）の旗艦コロラドに乗り組み、中国の沿岸を巡航し、実地訓練を積む。1872年（明治5年）4月、コロラド号のアメリカ帰国に際し、ロジェーズ少将に従い渡米し、ワシントンD.C.にあるコロンビアン・カレッジ付属中学校（現在のジョージ・ワシントン大学）に学んだ。留学中は「坪井則光」の名前を使用していた。1874年（明治7年）7月、官費海外留学生の一斉帰国命令（1873年12月に発令）に従い、帰国。1874年8月、海軍少佐、「第一丁卯」艦長に就任。
1890年9月、海軍少将、佐世保軍港司令官に就任。1892年12月、海軍兵学校長に就任。1893年12月、海軍大学校長に就任。
1894年6月、常備艦隊司令官（第1遊撃隊司令官）に就任。1894年7月、日清戦争が開始。
坪井は従来からいかなる場合にも自分は単縦陣で戦うと主張していたので、坪井自身に「単縦陣」のあだ名が付いていた。
日清戦争では、開戦時の豊島沖海戦や9月の黄海海戦に参加し、単縦陣戦法で戦い、勝利した。黄海海戦では単縦陣の先頭に旗艦を配置して指揮し、北洋艦隊の背後に回りこみ、海戦の主導権を握ることに成功した。黄海海戦で清国海軍の軍艦に乗り、日本海軍の動きを見たフィロ・マクギフィン米海軍少佐は「日本海軍は終始整然と単縦陣を守り、快速を利して有利なる形において攻撃を反復したのは驚嘆に値する。」と評している。

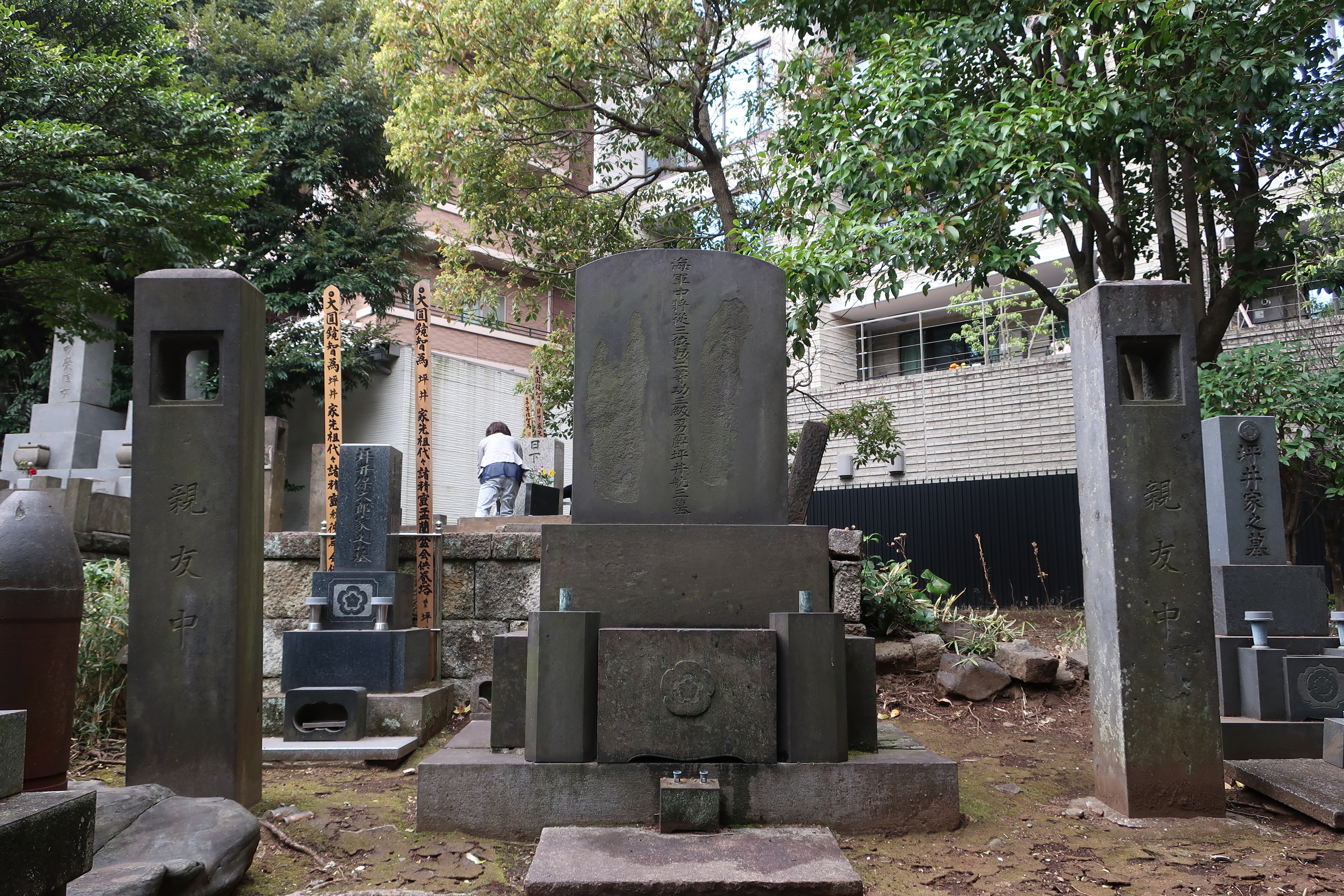
坪井航三の墓　瑞聖寺（東京都港区）

12月、旅順口根拠地司令長官に就任。1895年4月、日清戦争が終結。

## 年譜
- 明治3年（1870年） 「鳳翔丸」二等士官
- 明治4年（1871年）
  - 6月 海軍大尉・「甲鉄艦」副長・命海軍修業
  - 9月 米艦「コロラド」乗組
- 明治5年（1872年）4月 アメリカ留学（コロンビアン・カレッジ付属中学校）（- 1874年7月）
- 明治7年（1874年）8月 海軍少佐・「第一丁卯」艦長
- 明治8年（1875年）9月 非役
- 明治9年（1876年）
  - 3月 長崎出張所在勤
  - 8月 提督府勤務
- 明治10年（1877年）6月 横須賀造船所勤務
- 明治11年（1878年）8月 事故により閉門49日。
- 明治12年（1879年）
  - 2月 「迅鯨」艦長
  - 8月 「磐城」艦長
- 明治14年（1881年）
  - 7月 規程局勤務
  - 8月 海軍中佐
- 明治15年（1882年）7月 「日進」艦長
- 明治16年（1883年）8月 「海門」艦長
- 明治17年（1884年）
  - 2月 軍事部第2課長
  - 12月 横須賀造船所次長
- 明治18年（1885年）6月 海軍大佐
- 明治19年（1886年）1月 艦政局次長
- 明治20年（1887年）9月 火薬製造所長
- 明治22年（1889年）4月 「高千穂」艦長・兼常備小艦隊参謀長
- 明治23年（1890年）9月 海軍少将・佐世保軍港司令官
- 明治25年（1892年）12月 海軍兵学校長
- 明治26年（1893年）12月 海軍大学校長
- 明治27年（1894年）
  - 6月 常備艦隊司令官（第1遊撃隊司令官）
  - 12月 旅順口根拠地司令長官
- 明治28年（1895年）8月 男爵
- 明治29年（1896年）2月 海軍中将・常備艦隊司令長官
- 明治30年（1897年）4月 横須賀鎮守府司令長官
- 明治31年（1898年）2月1日 現役のまま死去。満54歳没。

## 栄典
位階
- 1885年（明治18年）9月16日 - 従五位[3]
- 1890年（明治23年）10月8日 - 従四位[4]

爵位
- 1895年（明治28年）8月20日 - 男爵[5]

勲章等
| 受章年                     | 略綬 | 勲章名                   | 備考 |
| -------------------------- | ---- | ------------------------ | ---- |
| 1885年（明治18年）11月19日 |      | 勲四等旭日小綬章         |      |
| 1889年（明治22年）11月29日 |      | 大日本帝国憲法発布記念章 |      |
| 1892年（明治25年）5月28日  |      | 勲三等瑞宝章             |      |
| 1895年（明治28年）8月20日  |      | 功三級金鵄勲章           |      |
| 1895年（明治28年）8月20日  |      | 旭日重光章               |      |
| 1895年（明治28年）11月18日 |      | 明治二十七八年従軍記章   |      |
| 1897年（明治30年）5月10日  |      | 勲二等瑞宝章             |      |

## 親族
- 兄 原俊則（海軍少佐）
- 長男 坪井九八郎（貴族院男爵議員）[11]
- 三男 原顕三郎（海軍中将）
- 娘婿 牧野英一（法学者）